# Firle Beacon
Firle Beacon är en kulle i Storbritannien.   Den ligger i grevskapet East Sussex och riksdelen England, i den södra delen av landet, 80 km söder om huvudstaden London. Toppen på Firle Beacon är 213 meter över havet.
Terrängen runt Firle Beacon är huvudsakligen platt, men den allra närmaste omgivningen är kuperad.  Närmaste större samhälle är Brighton, 17,4 km väster om Firle Beacon. Trakten runt Firle Beacon består till största delen av jordbruksmark.